# Castelo Black

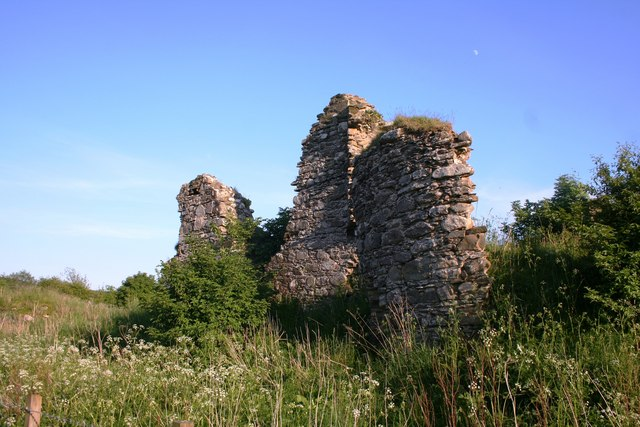
Castelo Noltland, Escócia

O Castelo Black (em inglês:  Black Castle) foi um castelo do século XIII localizado em Moulin, Perth and Kinross, Escócia.

## História
Foi construído em cerca de 1326 numa ilha, esteve inabitado até 1500, quando provavelmente foi afetado por peste. O lago foi drenado em 1720, mas manteve-se num pântano durante 100 anos.

## Estrutura
Este castelo do século XIII, teria provavelmente 33 metros de comprimento por 26 de largura, com paredes de 1,8 metros de espessura e com 9 metros de altura.